# Fornex
Fornex – miejscowość i gmina we Francji, w regionie Oksytania, w departamencie Ariège.
Według danych na rok 1990 gminę zamieszkiwało 126 osób, a gęstość zaludnienia wynosiła 13 osób/km² (wśród 3020 gmin regionu Midi-Pyrénées, Fornex plasuje się na 937. miejscu pod względem liczby ludności, natomiast pod względem powierzchni na miejscu 1113.).